# کاموف-۲۷
کاموف-۲۷ (به انگلیسی: Kamov Ka-27) یک بالگرد ساختِ کارخانهٔ کاموف در کشور اتحاد جماهیر سوسیالیستی شوروی و روسیه است که در سال ۱۹۸۱ ساخته شد. نخستین استفاده‌کنندهٔ این بالگرد نیروی دریایی شوروی بوده‌است. این بالگرد برای نخستین بار در ۲۴ دسامبر ۱۹۷۳ میلادی مورد استفاده قرار گرفت.

## مدل‌های مختلف بر پایه کاموف ۲۷
بر پایه این هلیکوپتر مدل‌های دیگری برای انواع فعالیت‌ها که شماره گذاری‌های مختلفی بر پایه مدل دارند. کاموف ۲۹ برای حمل و نقل تجهیزات نظامی. کاموف ۲۸ مدل ساده (دان گرید) شده برای صادرات و مدل کاموف ۳۲ برای کارهای عمومی و حمل نقل امدادی